# Andreas Daniel von Raunach
Andreas Daniel Freiherr von Raunach, Herr zu Schillentabor und Munian (* 1627 in Schillentabor; † 9. Dezember 1686) war Geistlicher, Pfarrer und Bischof von Pedena.

## Familie
Raunachs Eltern waren Heinrich Bernhardin I. und Ludovika Lukretia Freiin von Panizolli. Seit April 1661 war er zusammen mit seinen beiden Brüdern Hans Jakob und Heinrich Bernhardin II. Inhaber der Herrschaft Schillentabor.

## Standeserhebung
"Erbländisch-österr. Freiherrenstand mit „Freiherren von Raunach, Herren zu Schillentabor und Miunian“, d. d. Wien 4. April 1661 für die drei Brüder von Raunach, Johann Jakob, Verordneter in Krain, Heinrich Bernhardin, Kommissarius der Landschaft Krain und Andreas Daniel, Domherr zu Laibach."

## Wappenbesserung
Mit der Erhebung der Raunach in den Freiherrenstand im Jahre 1661 wurde deren Wappen gebessert:
Schild geviert, 1 und 4 von Silber und Schwarz gespalten, darin jeweils ein nach innen gekrümmtes, mit der Spitze nach oben stehendes Jägerhorn (Gamskrückel) in verwechselten Farben; 2 und 3 in Silber ein roter Ring; auf dem Schild drei gekrönte Spangenhelme; mittlere Krone hat schwarzweiße Decken mit fünf schwarzen, unten mit goldenen Griffen gefasste und mit den Spitzen nach unten hängende Straußenfedern; der rechte Helm hat rotweiße Decken mit Ring wie 2 u. 3, der linke schwarzweiße Decken mit Jagdhörner wie 1 u. 4;

## Pfarrer in Töplitz und Kanonikus in Laibach
Raunach fungierte längere Zeit bis zum Jahr 1657 als Pfarrer in Töplitz. Die Pfarre gehörte zur Herrschaft Seisenberg (slowenisch: Žužemberk) an der Gurk / Krka in Unterkrain. Die Pfarrstelle wurde von den Fürsten Auersperg besetzt. In der Zeit von 1657 bis 1670 war Raunach Kanonikus und Dombenefiziant in Laibach beim Altar der hl. Barbara. Das Benefizium wurde im Jahre 1499 von Hanns Rauber und seiner Mutter Katharina geborenen von Luegg, Witwe Caspar von Raubers gestiftet. Die Rauber behielten sich die Erbvogtei und das Jus praesentandi (Verleihungsrecht) vor. Anlässlich der Huldigungszeremonien in Laibach für Kaiser Leopold I. saß Raunach als Kanonikus an der Tafel des Erbfalkenmeisters von Krain.

## Bischof in Pedena
Im Jahre 1670 wurde Raunach zum Bischof von Pedena gewählt und vom Bischof von Laibach Josef Rabatta konsekriert. Dieses Amt bekleidete er bis zum Jahre 1686. Bald nach der Amtseinführung zum Bischof beklagte er in einem Sendschreiben, das der Pfarrer Grgur Karlovic nach Rom brachte, darüber, dass 1653 zur Zeit des Bauernaufstandes im bischöflichen Palais alle Bücher und Urkunden mit Ausnahme des Manuskripts „Juria episcopalia“ vernichtet worden seien. Ferner brachte er seinen Ärger über den schlechten wirtschaftlichen Zustand in seiner Diözese zum Ausdruck: Einnahmen eines Pfarrers bei einem Begräbnis seien ein Laib Brot, ein Maß Wein und eine Kerze vom Wert eines Kreuzers. Er testierte im Jahre 1686 und starb im Christmonat des gleichen Jahres.